# Leichtathletik-Juniorenweltmeisterschaften 1990
Die 3. Leichtathletik-Juniorenweltmeisterschaften fanden vom 8. bis 12. August 1990 im Plowdiw in Bulgarien statt.

## Männer

### 100 m
| Platz | Athlet           | Land | Zeit (s) |
| ----- | ---------------- | ---- | -------- |
| 1     | Davidson Ezinwa  | NGR  | 10,17 CR |
| 2     | Jason Livingston | GBR  | 10,25    |
| 3     | Rodney Bridges   | USA  | 10,37    |
| 4     | Jason John       | GBR  | 10,40    |
| 5     | Donovan Powell   | JAM  | 10,44    |
| 6     | Damien Marsh     | AUS  | 10,46    |
| 7     | Innocent Asonze  | NGR  | 10,50    |
| 8     | Edgar Chourio    | VEN  | 10,59    |

### 200 m
| Platz | Athlet              | Land | Zeit (s) |
| ----- | ------------------- | ---- | -------- |
| 1     | Alexander Goremykin | URS  | 20,47 CR |
| 2     | Davidson Ezinwa     | NGR  | 20,75    |
| 3     | James Stallworth    | USA  | 20,81    |
| 4     | Osmond Ezinwa       | NGR  | 21,06    |
| 5     | Peter Ogilvie       | CAN  | 21,08    |
| 6     | Martin Kock         | FRG  | 21,18    |
| 7     | Paul Henderson      | AUS  | 21,24    |
| 8     | Mark Smith          | GBR  | 21,25    |

### 400 m
| Platz | Athlet                | Land | Zeit (s) |
| ----- | --------------------- | ---- | -------- |
| 1     | Chris Nelloms         | USA  | 45,43 CR |
| 2     | Rico Lieder           | GDR  | 46,28    |
| 3     | Mark Richardson       | GBR  | 46,33    |
| 4     | Dmitri Golowastow     | URS  | 46,43    |
| 5     | Derek Mills           | USA  | 46,44    |
| 6     | Ibrahim Ismail        | QAT  | 46,52    |
| 7     | Du'aine Thorne-Ladejo | GBR  | 47,53    |
|       | Amar Hecini           | ALG  | DNF      |

### 800 m
| Platz | Athlet          | Land | Zeit (min) |
| ----- | --------------- | ---- | ---------- |
| 1     | Desta Asgedom   | ETH  | 1:44,77 CR |
| 2     | Jonah Birri     | KEN  | 1:46,61    |
| 3     | Norberto Téllez | CUB  | 1:47,33    |
| 4     | Wilson Kipketer | KEN  | 1:48,13    |
| 5     | Andrew Lill     | GBR  | 1:48,54    |
| 6     | Václav Hrích    | TCH  | 1:49,36    |
| 7     | Dian Petkow     | BUL  | 1:49,69    |
| 8     | Mark Holcombe   | AUS  | 1:49,88    |

### 1500 m
| Platz | Athlet         | Land | Zeit (min) |
| ----- | -------------- | ---- | ---------- |
| 1     | Moses Kiptanui | KEN  | 3:38,32 CR |
| 2     | Alemayehu Roba | ETH  | 3:41,71    |
| 3     | Desta Asgedom  | ETH  | 3:42,38    |
| 4     | Mirco Döring   | GDR  | 3:43,97    |
| 5     | Denes Balázs   | HUN  | 3:44,30    |
| 6     | Andrei Loginow | URS  | 3:44,79    |
| 7     | Nigel Adkin    | AUS  | 3:45,07    |
| 8     | Jason Bunston  | CAN  | 3:45,09    |

### 5000 m
| Platz | Athlet            | Land | Zeit (min)  |
| ----- | ----------------- | ---- | ----------- |
| 1     | Fita Bayisa       | ETH  | 13:42,59 CR |
| 2     | Abreham Assefa    | ETH  | 13:44,63    |
| 3     | Francesco Bennici | ITA  | 13:47,10    |
| 4     | Meta Petro        | TAN  | 13:48,91    |
| 5     | Paul Patrick      | AUS  | 13:51,52    |
| 6     | Stefano Baldini   | ITA  | 13:54,38    |
| 7     | Jan Pešava        | TCH  | 13:55,02    |
| 8     | Juma Ninga        | TAN  | 13:55,52    |

### 10.000 m
| Platz | Athlet              | Land | Zeit (s)    |
| ----- | ------------------- | ---- | ----------- |
| 1     | Richard Chelimo     | KEN  | 28:18,57 CR |
| 2     | Ismael Kirui        | KEN  | 28:40,77    |
| 3     | Juma Ninga          | TAN  | 28:41,90    |
| 4     | Abraham Assefa      | ETH  | 28:43,22    |
| 5     | Christian Leuprecht | ITA  | 28:51,80    |
| 6     | Tesgie Legesse      | ETH  | 29:01,61    |
| 7     | Vincenzo Modica     | ITA  | 29:09,06    |
| 8     | Mike Mykytok        | USA  | 29:29,45    |

### 20 km Straßenlauf
| Platz | Athlet            | Land | Zeit (min) |
| ----- | ----------------- | ---- | ---------- |
| 1     | Cosmas Nedeti     | KEN  | 59:42      |
| 2     | Juma Ninga        | TAN  | 60:30      |
| 3     | Dagane Dabela     | ETH  | 61:02      |
| 4     | Bedaso Turbe      | ETH  | 62:52      |
| 5     | Giacomo Leone     | ITA  | 63:01      |
| 6     | Robinson Semolini | BRA  | 63:09      |
| 7     | Meta Petro        | TAN  | 63:37      |
| 8     | Kamal Kohil       | ALG  | 63:42      |

### 10 km Gehen
| Platz | Athlet           | Land | Zeit (min) |
| ----- | ---------------- | ---- | ---------- |
| 1     | Ilja Markow      | URS  | 39:55,52   |
| 2     | Alberto Cruz     | MEX  | 39:56,49   |
| 3     | Jefferson Pérez  | ECU  | 40:08,23   |
| 4     | Ignacio Zamudio  | MEX  | 41:26,29   |
| 5     | Sergio Roca      | ESP  | 41:36,14   |
| 6     | Fernando Vázquez | ESP  | 41:51,50   |
| 7     | Markus Pauly     | GDR  | 42:27,38   |
| 8     | Steven Beecroft  | AUS  | 42:33,12   |

### 110 m Hürden
| Platz | Athlet           | Land | Zeit (s) |
| ----- | ---------------- | ---- | -------- |
| 1     | Antti Haapakoski | FIN  | 13,74    |
| 2     | Alexis Sánchez   | CUB  | 13,75    |
| 3     | Kyle Vander-Kuyp | AUS  | 13,85    |
| 4     | Phillip Riley    | USA  | 13,94    |
| 5     | Eliecer Pulgar   | VEN  | 14,02    |
| 6     | Mike Fenner      | GDR  | 14,18    |
| 7     | José Pérez       | CUB  | 14,19    |
| 8     | Gaute Gundersen  | NOR  | 14,21    |

### 400 m Hürden
| Platz | Athlet             | Land | Zeit (s) |
| ----- | ------------------ | ---- | -------- |
| 1     | Rohan Robinson     | AUS  | 49,73    |
| 2     | Yoshihiko Saitō    | JPN  | 49,99    |
| 3     | Aleksander Belikow | URS  | 50,22    |
| 4     | Pedro Rodrigues    | POR  | 50,43    |
| 5     | Pedro Piñera       | CUB  | 50,81    |
| 6     | Miro Kocuvan       | YUG  | 50,82    |
| 7     | Rick Jordan        | USA  | 51,16    |
| 8     | Kazuhiko Yamazaki  | JPN  | 51,42    |

### 3000 m Hindernis
| Platz | Athlet            | Land | Zeit (min) |
| ----- | ----------------- | ---- | ---------- |
| 1     | Matthew Birir     | KEN  | 8:31,02 CR |
| 2     | Francisco Munuera | ESP  | 8:41,03    |
| 3     | Simeon Rono       | KEN  | 8:42,05    |
| 4     | Alastair O’Connor | GBR  | 8:44,68    |
| 5     | Wladimir Goljas   | URS  | 8:49,68    |
| 6     | Joël Bourgeois    | CAN  | 8:51,80    |
| 7     | Seiji Kushibe     | JPN  | 8:53,86    |
| 8     | Jurij Tschurakow  | URS  | 8:55,07    |

### 4 × 100 m Staffel
| Platz | Land                   | Athlet                                                                      | Zeit (s) |
| ----- | ---------------------- | --------------------------------------------------------------------------- | -------- |
| 1     | Vereinigte Staaten     | Chris Nelloms Rodney Bridges Reggie Harris James Stallworth                 | 39,13 CR |
| 2     | Sowjetunion            | Sergejs Insakows Konstantin Gromadskij Witalij Semjonow Alexander Goremykin | 39,58    |
| 3     | Nigeria                | Innocent Asonze Davidson Ezinwa Nnamdi Anusim Osmond Ezinwa                 | 39,68    |
| 4     | Vereinigtes Königreich | Jason Livingston Mark Smith Michael Williams Jason John                     | 39,78    |
| 5     | BR Deutschland         | Andreas Schofer Marlo Pfeiler Christian Konieczny Marcus Skupin-Alfa        | 39,88    |
| 6     | Italien                | Andrea Amici Alessandro Orlandi Paolo Carniel Giorgio Marras                | 39,92    |
| 7     | Jamaika                | Norman Morse Raymond Nelson Daniel England Donovan Powell                   | 40,06    |
| 8     | Kuba                   | Leonardo Prevot Joel Lamela Ernesto González Pedro Piñera                   | 40,25    |

### 4 × 400 m Staffel
| Platz | Land                   | Athlet                                                                     | Zeit (min) |
| ----- | ---------------------- | -------------------------------------------------------------------------- | ---------- |
| 1     | Vereinigte Staaten     | Derek Mills Marvin Samuels Reggie Harris Chris Nelloms                     | 3:02,26    |
| 2     | Vereinigtes Königreich | David Grindley Adrian Patrick Craig Winrow Mark Richardson                 | 3:03,80    |
| 3     | Australien             | Matthew Burmeister Rohan Robinson Simon Hollingsworth Paul Greene          | 3:05,51    |
| 4     | Sowjetunion            | Aleksander Angelow Aleksei Oleynikow Aleksander Belikow Dmitrij Golowastow | 3:05,60    |
| 5     | Barbados               | Terry Harewood Steven Roberts Wayde Payne Ronald Thorne                    | 3:07,36    |
| 6     | DDR                    | Daniel Blochwitz Frank Zerbel Florian Hennig Rico Lieder                   | 3:07,39    |
| 7     | Japan                  | Yusuke Horikoshi Masayoshi Kan Yoshihiko Saitō Kazuhiko Yamazaki           | 3:07,58    |
| 8     | Kenia                  | Kennedy Ochieng Wilson Kipketer Sammy Biwott Joseph Chepsiror Kiptanui     | 3:07,86    |

### Hochsprung
| Platz | Athlet             | Land | Höhe (m) |
| ----- | ------------------ | ---- | -------- |
| 1     | Dragutin Topić     | YUG  | 2,37 WJR |
| 2     | Tim Forsyth        | AUS  | 2,29     |
| 3     | Stevan Zorić       | YUG  | 2,26     |
| 4     | Wolf-Hendrik Beyer | FRG  | 2,23     |
| 5     | Aleksei Makurin    | URS  | 2,20     |
| 6     | Georgi Minkowski   | BUL  | 2,17     |
| 7     | Andrew Davis       | AUS  | 2,17     |
| 8     | Hirokazu Kasai     | JPN  | 2,14     |

### Stabhochsprung
| Platz | Athlet           | Land | Höhe (m) |
| ----- | ---------------- | ---- | -------- |
| 1     | Jean Galfione    | FRA  | 5,45     |
| 2     | Dmitrij Kurkulin | URS  | 5,40     |
| 3     | Miroslaw Dukow   | BUL  | 5,40     |
| 4     | Gérald Baudouin  | FRA  | 5,30     |
| 5     | Alberto Manzano  | CUB  | 5,30     |
| 6     | Nick Hysong      | USA  | 5,30     |
| 7     | Daniel Martí     | ESP  | 5,20     |
| 8     | Hristos Pallakis | GRE  | 5,10     |

### Weitsprung
| Platz | Athlet                  | Land | Weite (m) |
| ----- | ----------------------- | ---- | --------- |
| 1     | James Stallworth        | USA  | 8,12 CR   |
| 2     | Dion Bentley            | USA  | 8,05      |
| 3     | Kareem Streete-Thompson | CAY  | 7,94      |
| 4     | Iván Pedroso            | CUB  | 7,81      |
| 5     | Yasutaka Hattori        | JPN  | 7,63      |
| 6     | Anastasios Georgiou     | GRE  | 7,58      |
| 7     | Artur Degtjew           | URS  | 7,58      |
| 8     | Stanislaw Georgiew      | BUL  | 7,49      |

### Dreisprung
| Platz | Athlet           | Land | Weite (m) |
| ----- | ---------------- | ---- | --------- |
| 1     | Sergei Bykow     | URS  | 16,98 CR  |
| 2     | Yoelbi Quesada   | CUB  | 16,62     |
| 3     | Nikolai Raew     | BUL  | 16,22     |
| 4     | Tosi Fasinro     | GBR  | 16,17     |
| 5     | Sergei Arzamasow | URS  | 16,15     |
| 6     | Rene Baarck      | GDR  | 16,06     |
| 7     | Jairo Venâncio   | BRA  | 15,92     |
| 8     | Paweł Twardowski | POL  | 15,71     |

### Kugelstoßen
| Platz | Athlet                | Land | Weite (m) |
| ----- | --------------------- | ---- | --------- |
| 1     | Wiktor Bulat          | URS  | 19,21 CR  |
| 2     | Xie Shenying          | CHN  | 19,57     |
| 3     | Jurij Iwanow          | URS  | 18,13     |
| 4     | Victor Roca           | ESP  | 17,70     |
| 5     | Joe Bailey            | USA  | 17,20     |
| 6     | Bilal Saad Mubarak    | QAT  | 16,85     |
| 7     | Wenzislaw Welitschkow | BUL  | 16,83     |
| 8     | Arpad Konyi           | HUN  | 16,66     |

### Diskuswurf
| Platz | Athlet             | Land | Weite (m) |
| ----- | ------------------ | ---- | --------- |
| 1     | Ilian Lliew        | BUL  | 58,60     |
| 2     | Frank Biset        | CUB  | 57,10     |
| 3     | Jan Engelmann      | GDR  | 56,82     |
| 4     | Anton Ellanskij    | URS  | 56,56     |
| 5     | Gennadij Barsegjan | URS  | 54,90     |
| 6     | Jaroslav Žitňanský | TCH  | 54,40     |
| 7     | Miroslav Menc      | TCH  | 53,28     |
| 8     | Alessandro Urlando | ITA  | 51,84     |

### Hammerwurf
| Platz | Athlet             | Land | Weite (m) |
| ----- | ------------------ | ---- | --------- |
| 1     | Andrej Debely      | URS  | 70,60     |
| 2     | Savvas Saritzoglou | GRE  | 70,32     |
| 3     | Andrej Kudykin     | URS  | 69,36     |
| 4     | Karsten Kobs       | FRG  | 67,66     |
| 5     | Kai Maybach        | FRG  | 67,24     |
| 6     | Zsolt Németh       | HUN  | 64,00     |
| 7     | Jürgen Rückborn    | GDR  | 62,60     |
| 8     | David Chaussinand  | FRA  | 62,38     |

### Speerwurf
| Platz | Athlet                  | Land | Weite (m) |
| ----- | ----------------------- | ---- | --------- |
| 1     | Tommi Viskari           | FIN  | 73,88     |
| 2     | Dariusz Trafas          | POL  | 72,76     |
| 3     | Jarkko Heimonen         | FIN  | 72,30     |
| 4     | Marko Badura            | GDR  | 71,30     |
| 5     | Christian Benninger     | FRG  | 70,80     |
| 6     | Konstandinos Gatsioudis | GRE  | 69,90     |
| 7     | Yasuo Nakamura          | JPN  | 69,60     |
| 8     | Johan Helge             | SWE  | 69,18     |

### Zehnkampf
| Platz | Athlet           | Land | Punkte |
| ----- | ---------------- | ---- | ------ |
| 1     | Eric Kaiser      | FRG  | 7762   |
| 2     | Jarkko Finni     | FIN  | 7698   |
| 3     | David Bigham     | GBR  | 7488   |
| 4     | Witalij Kolpakow | URS  | 7384   |
| 5     | Andreas Hensse   | GDR  | 7323   |
| 6     | Dusán Kovács     | HUN  | 7232   |
| 7     | Sebastian Chmara | POL  | 7211   |
| 8     | Paul Meier       | FRG  | 7198   |

## Frauen

### 100 m
| Platz | Athletin        | Land | Zeit (s) |
| ----- | --------------- | ---- | -------- |
| 1     | Andrea Philipp  | GDR  | 11,36    |
| 2     | Nikole Mitchell | JAM  | 11,47    |
| 3     | Lucrécia Jardim | POR  | 11,52    |
| 4     | Zundra Feagin   | USA  | 11,55    |
| 5     | Merlene Frazer  | JAM  | 11,64    |
| 6     | Diane Smith     | GBR  | 11,70    |
| 6     | Katja Seidel    | FRG  | 11,70    |
| 8     | Katharine Merry | GBR  | 11,71    |

### 200 m
| Platz | Athletin         | Land | Zeit (s) |
| ----- | ---------------- | ---- | -------- |
| 1     | Diane Smith      | GBR  | 23,10 CR |
| 2     | Zundra Feagin    | USA  | 23,13    |
| 3     | Lucrécia Jardim  | POR  | 23,26    |
| 4     | Revolie Campbell | JAM  | 23,42    |
| 5     | Cathy Freeman    | AUS  | 23,61    |
| 6     | Chandra Sturrup  | BAH  | 23,81    |
| 7     | Angela Burnham   | USA  | 23,82    |
| 8     | Julia Duporty    | CUB  | 23,91    |

### 400 m
| Platz | Athletin          | Land | Zeit (s) |
| ----- | ----------------- | ---- | -------- |
| 1     | Fatima Yusuf      | NGR  | 50,62 CR |
| 2     | Charity Opara     | NGR  | 51,28    |
| 3     | Manuela Derr      | GDR  | 51,95    |
| 4     | Susan Andrews     | AUS  | 52,23    |
| 5     | Julia Merino      | ESP  | 53,48    |
| 6     | Nancy McLeón      | CUB  | 53,58    |
| 7     | Marina Vasarmidou | GRE  | 53,58    |
| 8     | Anja Rücker       | GDR  | 54,16    |

### 800 m
| Platz | Athletin          | Land | Zeit (min) |
| ----- | ----------------- | ---- | ---------- |
| 1     | Liu Li            | CHN  | 2:03,95    |
| 2     | Magdalena Nedelcu | ROU  | 2:04,52    |
| 3     | Aurica Rautu      | ROU  | 2:04,78    |
| 4     | Carla Sacramento  | POR  | 2:04,83    |
| 5     | Larisa Popowa     | URS  | 2:05,65    |
| 6     | Qu Yunxia         | CHN  | 2:06,60    |
| 7     | Fabia Trabaldo    | ITA  | 2:06,95    |
| 8     | Patricia Djaté    | FRA  | 2:09,26    |

### 1500 m
| Platz | Athletin         | Land | Zeit (min) |
| ----- | ---------------- | ---- | ---------- |
| 1     | Qu Yunxia        | CHN  | 4:13,67    |
| 2     | Claudia Bertoi   | ROU  | 4:14,19    |
| 3     | Malin Ewerlöf    | SWE  | 4:14,61    |
| 4     | Carla Sacramento | POR  | 4:15,29    |
| 5     | Liu Li           | CHN  | 4:17,81    |
| 6     | Céline Martin    | FRA  | 4:18,04    |
| 7     | Jelena Mostowaja | URS  | 4:18,10    |
| 8     | Suzy Walsham     | AUS  | 4:19,23    |

### 3000 m
| Platz | Athletin          | Land | Zeit (min) |
| ----- | ----------------- | ---- | ---------- |
| 1     | Simona Staicu     | ROU  | 9:09,57    |
| 2     | Liu Shixiang      | CHN  | 9:10,54    |
| 3     | Hatsumi Matsumoto | JPN  | 9:11,92    |
| 4     | Andrea Whitcombe  | GBR  | 9:13,81    |
| 5     | Andrea Sollárová  | TCH  | 9:16,44    |
| 6     | Azumi Miyazaki    | JPN  | 9:16,76    |
| 7     | Lydia Tanui       | KEN  | 9:18,02    |
| 8     | Brynhild Synstnes | NOR  | 9:19,40    |

### 10.000 m
| Platz | Athletin          | Land | Zeit (min) |
| ----- | ----------------- | ---- | ---------- |
| 1     | Derartu Tulu      | ETH  | 32:56,26   |
| 2     | Rika Ota          | JPN  | 33:06,85   |
| 3     | Lydia Cheromei    | KEN  | 33:20,83   |
| 4     | Natalja Galuschko | URS  | 33:57,17   |
| 5     | Claudia Dreher    | GDR  | 34:11,20   |
| 6     | Maria Silvia Pili | ITA  | 34:49,04   |
| 7     | Christelle Fuseau | FRA  | 34:51,52   |
| 8     | Paola Cabrera     | MEX  | 34:52,90   |

### 5 km Gehen
| Platz | Athletin               | Land | Zeit (min)  |
| ----- | ---------------------- | ---- | ----------- |
| 1     | Susana Feitor          | POR  | 21:44,30 CR |
| 2     | Tatjana Schtschastnaja | URS  | 22:28,74    |
| 3     | Simone Thust           | GDR  | 22:44,65    |
| 4     | Miriam Ramón           | ECU  | 22:51,10    |
| 5     | Vicky Lupton           | GBR  | 22:51,86    |
| 6     | Kamila Holpuchová      | TCH  | 23:04,67    |
| 7     | Mioara Papuc           | ROU  | 23:13,92    |
| 8     | Jantien Saltet         | AUS  | 23:15,26    |

### 100 m Hürden
| Platz | Athletin              | Land | Zeit (s) |
| ----- | --------------------- | ---- | -------- |
| 1     | Gillian Russel        | JAM  | 13,31    |
| 2     | Keri Maddox           | GBR  | 13,38    |
| 3     | Ilka Rönisch          | GDR  | 13,41    |
| 4     | Oraidis Ramírez       | CUB  | 13,54    |
| 5     | Monifa Taylor         | USA  | 13,58    |
| 6     | Natalja Schechodanowa | URS  | 13,71    |
| 7     | Jelena Alistratenko   | URS  | 13,73    |
| 8     | Lauraine Cameron      | GBR  | 13,77    |

### 400 m Hürden
| Platz | Athletin               | Land | Zeit (s) |
| ----- | ---------------------- | ---- | -------- |
| 1     | Nelli Woronkowa        | URS  | 55,84    |
| 2     | Marjana Luzar          | YUG  | 56,74    |
| 3     | Omolade Akinremi       | NGR  | 56,97    |
| 4     | Carmen Nistor          | ROU  | 57,78    |
| 5     | Carole Nelson          | FRA  | 57,98    |
| 6     | Maria-João Valamatos   | POR  | 58,56    |
| 7     | Irina Skwartschewskaja | URS  | 58,57    |
| 8     | Ane Skak               | DEN  | 58,63    |

### 4 × 100 m Staffel
| Platz | Land                   | Athletinnen                                                           | Zeit (s) |
| ----- | ---------------------- | --------------------------------------------------------------------- | -------- |
| 1     | Jamaika                | Gillian Russell Revolie Campbell Merlene Frazer Nikole Mitchell       | 43,82    |
| 2     | Vereinigtes Königreich | Annabel Soper Diane Smith Donna Fraser Katharine Merry                | 44,16    |
| 3     | Vereinigte Staaten     | Monifa Taylor Tisha Prather Angela Burnham Zundra Feagin              | 44,50    |
| 4     | Sowjetunion            | Dina Makarenko Jana Burtasenkowa Jelena Dubtsowa Jelena Fjodorowitsch | 44,86    |
| 5     | Australien             | Rebecca Vormister Melinda Gainsford Cathy Freeman Fiona Blair         | 45,01    |
| 6     | Bulgarien              | Galina Dikowa Petja Pendarewa Dessislawa Dimitrowa Ilana Iwanowa      | 45,64    |
| 7     | Neuseeland             | Briar Toop Yvette McCausland Anna Shattky Heather Shanks              | 46,47    |
|       | BR Deutschland         | Silke Lichtenhagen Gabi Rockmeier Birgit Rockmeier Katja Seidel       | DNF      |

### 4 × 400 m Staffel
| Platz | Land               | Athletinnen                                                        | Zeit (min) |
| ----- | ------------------ | ------------------------------------------------------------------ | ---------- |
| 1     | Australien         | Sophie Scamps Renée Poetschka Kylie Hanigan Susan Andrews          | 3:30,38    |
| 2     | Jamaika            | Claudine Williams Winsome Cole Inez Turner Catherine Scott         | 3:31,09    |
| 3     | Kuba               | Yojani Casanova Julia Duporty Odalmis Limonta Nancy McLeón         | 3:31,81    |
| 4     | DDR                | Manuela Derr Berit Junker Anja Rücker Wiebke Steffen               | 3:32,37    |
| 5     | Sowjetunion        | Natalja Sniga Larisa Popowa Irina Skwartschewskaja Nelli Woronkowa | 3:33,33    |
| 6     | Vereinigte Staaten | Roslyn Mack Indira Hamilton Barbara Selkridge Steffanie Smith      | 3:35,49    |
| 7     | BR Deutschland     | Heike Oppermann Silvia Steimle Tanja Schnabel Sandra Kuschmann     | 3:38,66    |
|       | Nigeria            | Charity Opara Omolade Akinremi Rita Onyebuchi Fatima Yusuf         | DSQ        |

### Hochsprung
| Platz | Athletin             | Land | Höhe (m) |
| ----- | -------------------- | ---- | -------- |
| 1     | Swetlana Lawrowa     | URS  | 1.91     |
| 2     | Katja Kilpi          | FIN  | 1,88     |
| 3     | Lea Haggett          | GBR  | 1,88     |
| 4     | Ioamnet Quintero     | CUB  | 1,85     |
| 5     | Hajnalka Véghová     | TCH  | 1,85     |
| 6     | Erzsebet Fazekas     | HUN  | 1,81     |
| 6     | Šárka Nováková       | TCH  | 1,81     |
| 8     | Desislawa Angeloway  | BUL  | 1,81     |
| 8     | Antonella Bevilacqua | ITA  | 1,81     |

### Weitsprung
| Platz | Athletin         | Land | Weite (m) |
| ----- | ---------------- | ---- | --------- |
| 1     | Iwa Prandschewa  | BUL  | 6,53      |
| 2     | Erica Johansson  | SWE  | 6,50      |
| 3     | Sandrine Hennart | BEL  | 6,49      |
| 4     | Juliana Yendork  | USA  | 6,48      |
| 5     | Chioma Ajunwa    | NGR  | 6,46      |
| 6     | Yvonne Mathesius | GDR  | 6,46      |
| 7     | Ljudmila Galkina | URS  | 6,45      |
| 8     | Liu Jingmin      | CHN  | 6,25      |

### Kugelstoßen
| Platz | Athletin               | Land | Weite (m) |
| ----- | ---------------------- | ---- | --------- |
| 1     | Qiu Qiaoping           | CHN  | 18,20     |
| 2     | Li Xiaoyun             | CHN  | 17,74     |
| 3     | Heike Hopfer           | GDR  | 17,27     |
| 4     | Ilona Gersdorff        | GDR  | 16,79     |
| 5     | Anna Schilofest        | URS  | 16,66     |
| 6     | Jekaterina Schischenko | URS  | 16,05     |
| 7     | Marika Tuliniemi       | FIN  | 15,38     |
| 8     | Päivi Rikala           | FIN  | 15,26     |

### Diskuswurf
| Platz | Athletin            | Land | Weite (m) |
| ----- | ------------------- | ---- | --------- |
| 1     | Natalja Kaptjuch    | URS  | 61,44     |
| 2     | Lisa-Marie Vizanari | AUS  | 60,44     |
| 3     | Anja Gündler        | GDR  | 59,30     |
| 4     | Qiu Qiaoping        | CHN  | 57,86     |
| 5     | Ljudmila Filimonowa | URS  | 53,20     |
| 6     | Nicoleta Gradinaru  | ROU  | 53,10     |
| 7     | Ilona Gersdorff     | GDR  | 51,30     |
| 8     | Paulina Gugniewicz  | POL  | 50,92     |

### Speerwurf
| Platz | Athletin              | Land | Weite (m) |
| ----- | --------------------- | ---- | --------- |
| 1     | Tanja Damaske         | GDR  | 61,06     |
| 2     | Oksana Owtschinnikowa | URS  | 57,26     |
| 3     | Mandy Liverton        | GBR  | 56,68     |
| 4     | Hou Lili              | CHN  | 55,96     |
| 5     | Claudia Isaila        | ROU  | 54,74     |
| 6     | Odelmys Palma         | CUB  | 53,94     |
| 7     | Yvonne Reichardt      | GDR  | 52,76     |
| 8     | Khrysoula Maguina     | GRE  | 52,42     |

### Siebenkampf
| Platz | Athletin             | Land | Punkte |
| ----- | -------------------- | ---- | ------ |
| 1     | Beatrice Mau         | GDR  | 6166   |
| 2     | Rita Ináncsi         | HUN  | 5940   |
| 3     | Joanne Henry         | NZL  | 5728   |
| 4     | Nathalie Teppe       | FRA  | 5718   |
| 5     | Magalys García       | CUB  | 5476   |
| 6     | Schanna Budilowskaja | URS  | 5456   |
| 7     | Zita Bálint          | HUN  | 5429   |
| 8     | Doina Negrila        | ROU  | 5423   |

## Abkürzungen
- WR = Weltrekord
- WU20R = U20-Weltrekord
- OR = olympischer Rekord
- YOR = olympischer Jugendrekord
- AR = Kontinentalrekord
- AU20R = U20-Kontinentalrekord
- NR = nationaler Rekord
- NU20R = nationaler U20-Rekord
- CR = Meisterschaftsrekord
- MR = Veranstaltungsrekord
- WB = Weltbestleistung
- WU20B = U20-Weltbestleistung
- WU18B = U18-Weltbestleistung
- AB = Kontinentalbestleistung
- AU20B = U20-Kontinentalbestleistung
- AU18B = U18-Kontinentalbestleistung
- NB = nationale Bestleistung
- NU20B = nationale U20-Bestleistung
- NU18B = nationale U18-Bestleistung
- PB = persönliche Bestleistung
- SB = persönliche Saisonbestleistung
- QB = Qualifikationsbestleistung
- WL = Weltjahresbestleistung
- WU20L = U20-Weltjahresbestleistung
- WU18L = U18-Weltjahresbestleistung
- DSQ = disqualifiziert (engl. Disqualified)
- DNS = Wettkampf nicht angetreten (engl. Did Not Start)
- DNF = Wettkampf nicht beendet (engl. Did Not Finish)

## Medaillenspiegel
| Medaillenspiegel (Endstand nach 41 Entscheidungen) | Medaillenspiegel (Endstand nach 41 Entscheidungen) | Medaillenspiegel (Endstand nach 41 Entscheidungen) | Medaillenspiegel (Endstand nach 41 Entscheidungen) | Medaillenspiegel (Endstand nach 41 Entscheidungen) | Medaillenspiegel (Endstand nach 41 Entscheidungen) |
| Platz                                              | Land                                               | Gold                                               | Silber                                             | Bronze                                             | Gesamt                                             |
| -------------------------------------------------- | -------------------------------------------------- | -------------------------------------------------- | -------------------------------------------------- | -------------------------------------------------- | -------------------------------------------------- |
| 01                                                 | Sowjetunion                                        | 8                                                  | 4                                                  | 3                                                  | 15                                                 |
| 02                                                 | Vereinigte Staaten                                 | 4                                                  | 2                                                  | 3                                                  | 9                                                  |
| 03                                                 | Kenia                                              | 4                                                  | 2                                                  | 2                                                  | 8                                                  |
| 04                                                 | Volksrepublik China                                | 3                                                  | 3                                                  | 0                                                  | 6                                                  |
| 05                                                 | Äthiopien                                          | 3                                                  | 2                                                  | 2                                                  | 7                                                  |
| 06                                                 | DDR                                                | 3                                                  | 1                                                  | 6                                                  | 11                                                 |
| 07                                                 | Australien                                         | 2                                                  | 2                                                  | 2                                                  | 6                                                  |
| 07                                                 | Nigeria                                            | 2                                                  | 2                                                  | 2                                                  | 6                                                  |
| 09                                                 | Finnland                                           | 2                                                  | 2                                                  | 1                                                  | 5                                                  |
| 10                                                 | Jamaika                                            | 2                                                  | 2                                                  | 0                                                  | 4                                                  |
| 11                                                 | Bulgarien                                          | 2                                                  | 0                                                  | 2                                                  | 4                                                  |
| 12                                                 | Vereinigtes Königreich                             | 1                                                  | 4                                                  | 4                                                  | 8                                                  |
| 13                                                 | Rumänien                                           | 1                                                  | 2                                                  | 1                                                  | 4                                                  |
| 14                                                 | Jugoslawien                                        | 1                                                  | 1                                                  | 1                                                  | 3                                                  |
| 15                                                 | Portugal                                           | 1                                                  | 0                                                  | 2                                                  | 3                                                  |
| 16                                                 | BR Deutschland                                     | 1                                                  | 0                                                  | 0                                                  | 1                                                  |
| 16                                                 | Frankreich                                         | 1                                                  | 0                                                  | 0                                                  | 1                                                  |
| 18                                                 | Kuba                                               | 0                                                  | 3                                                  | 2                                                  | 5                                                  |
| 19                                                 | Japan                                              | 0                                                  | 2                                                  | 1                                                  | 2                                                  |
| 20                                                 | Tansania                                           | 0                                                  | 1                                                  | 1                                                  | 2                                                  |
| 20                                                 | Schweden                                           | 0                                                  | 1                                                  | 1                                                  | 2                                                  |
| 22                                                 | Polen                                              | 0                                                  | 1                                                  | 0                                                  | 1                                                  |
| 22                                                 | Mexiko                                             | 0                                                  | 1                                                  | 0                                                  | 1                                                  |
| 22                                                 | Spanien                                            | 0                                                  | 1                                                  | 0                                                  | 1                                                  |
| 22                                                 | Ungarn                                             | 0                                                  | 1                                                  | 0                                                  | 1                                                  |
| 22                                                 | Griechenland                                       | 0                                                  | 1                                                  | 0                                                  | 1                                                  |
| 27                                                 | Belgien                                            | 0                                                  | 0                                                  | 1                                                  | 1                                                  |
| 27                                                 | Cayman Islands                                     | 0                                                  | 0                                                  | 1                                                  | 1                                                  |
| 27                                                 | Italien                                            | 0                                                  | 0                                                  | 1                                                  | 1                                                  |
| 27                                                 | Ecuador                                            | 0                                                  | 0                                                  | 1                                                  | 1                                                  |
| 27                                                 | Neuseeland                                         | 0                                                  | 0                                                  | 1                                                  | 1                                                  |
| Gesamt                                             | Gesamt                                             | 41                                                 | 41                                                 | 41                                                 | 123                                                |